# اگه آرزوتو بگی
اگه آرزوتو بگی (انگلیسی: If You Say Your Wish) یک مجموعهٔ تلویزیونی کره جنوبی با بازی جی چانگ ووک، سونگ دونگ ایل و سویونگ است. این مجموعه از ۱۰ اوت ۲۰۲۲، روزهای چهارشنبه و پنجشنبه ساعت ۲۱:۵۰ (کی‌اس‌تی) از کی‌بی‌اس۲ پخش شد. همچنین برای استریم در نتفلیکس در دسترس است.

## تولید
در ۱ سپتامبر ۲۰۲۱، گزارش شد که گروه بازیگران اصلی نهایی شده‌است. فیلم‌برداری در ۲۷ سپتامبر آغاز شد. در ۷ آوریل ۲۰۲۲، سویونگ در اینستاگرام خود پستی با مضمون به پایان رسیدن فیلم‌برداری سریال قرار داد.

## بازیگران

### اصلی
- جی چانگ ووک در نقش یون گیو ره[۱۰]
- سونگ دونگ ایل در نقش کانگ ته شیک[۱۱]
- سویونگ در نقش سو یون جو[۱۲]